# یامل گارنیه
یامل گارنیه (انگلیسی: Yamil Garnier؛ زادهٔ ۲۲ دسامبر ۱۹۸۲) بازیکن فوتبال اهل آرژانتین است.